# Rochelle Ashana
Rochelle Ashana ist eine US-amerikanisch-philippinische Schauspielerin, Stuntfrau und Fotografin.

## Leben
Rochelle Ashana studierte und graduierte in Kalifornien an der UCLA im Fach Kunst und Design. Danach zog sie nach Maui, Hawaii und arbeitete als Fotografin für die Lūʻaus sowie als Unterwasser-Videografin für die Trilogy Boat Cruises.
Als Schauspielerin trat Rochelle Ashana u. a. im Film Karate Tiger 3 – Der Kickboxer an der Seite von Jean-Claude Van Damme als Mylee auf. Sie hatte auch Gastauftritte in vielen US-amerikanischen Fernsehserien, wie z. B. Das A-Team, Inspektor Hooperman, Jake und McCabe – Durch dick und dünn, Magnum, Schatten der Leidenschaft, California Clan oder General Hospital. Für zwei Jahre war sie auch Moderatorin einer US-amerikanischen Fernsehshow namens U.S. Asians.
Darüber hinaus beschäftigte sie sich zeitlebens mit Kampfkünsten wie z. B. Jeet Kune Do oder Escrima. Rochelle Ashana ist auch sozial engagiert. So unterrichtet sie Kinder in Kunstschulen und organisiert Spendensammlungen. Ihr jetziger Wohnsitz ist nahe Washington, D.C., wo sie auch eine eigene Firma für den Vertrieb von Fotografien unterhält.

## Filmografie

### Darstellerin
- 1986: Das A-Team (The A-Team, Staffel 5 Folge 10)
- 1987: Daddy (Fernsehfilm)
- 1988: Mein Nachbar, der Vampir (Fright Night Part 2)
- 1988: Inspektor Hooperman (Hooperman, Fernsehserie, Folge The Naked and the Dead)
- 1989: Karate Champ – Das Schwert des Todes (The Sword of Bushido)
- 1989: Karate Tiger 3 – Der Kickboxer (Kickboxer)
- 1989: 227 (Fernsehserie, eine Folge)
- 1989: Trenchcoat in Paradise
- 1994: Schieß auf die Weißen (Fear of a Black Hat)
- 1996: Carjack

### Stuntfrau
- 1996: Flucht aus L.A. (John Carpenter’s Escape from L.A.)
- 1998: Blade